# NAMARA
NAMARA（ナマラ）は新潟県を主に活動するローカルタレントやリポーター等が所属する会社である。

## 概要
全国初の地方発信型お笑いプロダクションで「新潟お笑い集団NAMARA」として活動しており、主にお笑い芸人が多数所属している。これまでの新潟にはなかったお笑い産業を確立すべく、1997年の立ち上げから様々な活動を続けている。ライブ活動、テレビ、ラジオ、イベント出演などのほか、学校、医療現場での講演、企業・団体の研修会、様々な社会問題を扱った討論会など 様々な現場に笑いを通じて関わり、既存の「お笑い」のイメージにはなかった活動形態が話題を呼んでいる。
ナマラとは、新潟弁で「とても・ものすごく」の意味。

## 沿革
- 1996年
  - 新潟市青年ネットワーク主催による「第1回新潟素人お笑いコンテスト」の企画を立ち上げ、県内各地から出場者・スタッフが集まる。
- 1997年
  - 2月 - 「第1回新潟素人お笑いコンテスト」が新潟フェイズで開催される。ゲストには爆笑問題。出場者は17組で会場は1400人の超満員となる。
- 1997年
  - 4月 - 同コンテストに参加したスタッフ・出場者の有志が集まり、全国初の地方お笑い集団としてNAMARAを結成。
- 2005年
  - 4月 - 法人化。有限会社ナマラエンターテイメント設立。
- 2007年
  - 新潟お笑い集団NAMARA10周年記念ライブ」を新潟市芸術文化会館にて開催した。
- 2008年
  - NAMARAライブツアー 「ナマラリオン」 県内８会場で開催した。
- 2009年
  - NAMARAライブツアー 「ＮＡＭＡＲＡだよ 全員集合！！」 県内８会場で開催した。
- 2010年
  - NAMARAライブツアー 「ナマラリオン」県内10会場で開催した。
  - 新潟県警より「薬物乱用防止活動推進団体」に委嘱される。
  - 代表江口歩、著書「エグチズム」出版（新潟日報事業者）
  - 第2代新潟県元気大使就任。
- 2011年
  - 仙台お笑い集団ティーライズと共に東日本チャリティーライブを各地で開催。
  - 新潟県環境保全事業団の啓発事業「ゴーヤ大使」に金子ボボが任命される。
- 2012年
  - 新潟市まちなか活性化事業「よろっtoローサ」業務委託開始。
  - 代表の江口歩がSWCにいがた健幸大使に任命される。
  - 就任燕三条カレー産業博イベントプロデューサー
  - 長岡エンジン02アドバイザー
- 2013年
  - ゴールド人財エンター事業部（高齢者障害者のいきいきプロジェクト）を立ち上げる。
- 2014年
  - 新潟県伝統的工芸品16品目プロモーションムービー「匠の手」企画制作。
- 2015年
  - 新潟県警より「特殊詐欺被害防止　お笑い広報大使」に委嘱される。
- 2016年
  - 新潟県教育長のすすめる「いじめ見逃しゼロ県民運動」にNAMARA芸人も応援メッセージ。
- 2018年
  - 新潟県公衆浴場業生活衛生同業組合よりジャックポットが「にいがた銭湯大使」に任命される。
  - フードバンクにいがたより「フードバンク大使」に代表の江口歩とヤングキャベツが任命される。
- 2019年
  - 㐂八家五円（春巻マサシ）が落語デビューした。
- 2020年
  - 12月16日 - 「復活！こわれ者の祭典〜いつでもコロナさんと一緒に〜」りゅーとぴあ  㐂八家モリゲ（森下英矢）が講談デビューした。
- 2021年
  - 2月11日 - 「新しい笑いのカタチ」をりゅうとぴあ能楽堂にて開催した。
  - 7月10日 - 「ナマラsmileランチ〜ひとり親家庭ご招待企画〜」を新潟グランドホテルにて開催した。
  - 8月14日 - 「新しい笑いのカタチin長岡」を長岡リリックホールシアターにて開催した。
  - 12月12日 - 新潟県のエンタメをまとめた「にいがたミックス」をりゅーとぴあで開催し1500人を動員した。
- 2022年
  - 1月8日 - 「新春NAMARA寄席2022」ふるまち演芸場 きぬがさラストライブ

## 所属タレント
所属芸人としてお笑い芸人・大道芸人が所属するほか、音楽部門・講演部門・タレント司会部門、等で提携芸人を擁し、幅広く活動している。

### 所属芸人
- 江口歩
- 高橋なんぐ
- 森下英矢
- ジャックポット（大野まさや、春巻マサシ）
- 出来心（秋山朋信、オダニハジメ）
- mina
- ヤングキャベツ（中静祐介、高橋なんぐ）

## レギュラー番組

### ラジオ
- NAMARA MIX

FM新潟 毎週火曜19:00～21:00　出演：江口歩、出来心（秋山朋信/オダニハジメ）
- CHAT'n'ROLL エフエム新津 毎週火曜17:00～19:00　出演：森下英矢

- 高橋なんぐの金曜天国

BSNラジオ 毎週金曜9:00～12:00　出演：高橋なんぐ
- ジャックポットのレディオジャック

BSNラジオ 毎週水曜21:00～21:55　出演：ジャックポット（大野まさや/春巻マサシ）
- NAMARAの夢見るGOLDRAT エフエムしばた 毎週木曜24:00～25:00　出演：出来心（秋山朋信/オダニハジメ）
- ごきげんラジオ769 エフエムしばた 毎週金曜16:50～18:50　出演：出来心（秋山朋信/オダニハジメ）

- RADIO de EVITA

BSNラジオ 毎週金曜23:30～24:00　出演：森下英矢

## 本社・支社等
- 本社：新潟県新潟市中央区天神尾2-13-13